# Das große Los (film 1917 Zelnik)
Das große Los è un film muto del 1917 prodotto e diretto da Frederic Zelnik.

## Produzione
Il film fu prodotto da Frederic Zelnik per la Berliner Film-Manufaktur GmbH.

## Distribuzione
Distribuito dalla Berliner Film-Manufaktur GmbH, uscì nelle sale cinematografiche tedesche il 1º aprile 1917